# ستانلي س. بيك
ستانلي س. بيك (بالإنجليزية: Stanley C. Beck)‏ هو قائد عسكري أمريكي، ولد في 21 يناير 1929 في غيلبرت في الولايات المتحدة.